# Komsomolec (Kraj Stawropolski)
Komsomolec (ros. Комсомолец) – osiedle w Rosji, w Kraju Stawropolskim, w rejonie kirowskim. W 2010 liczyło 3131 mieszkańców.